# Fanghua Lu
Fanghua Lu (chiń. 芳华路站) – stacja metra w Szanghaju, na linii 7. Zlokalizowana jest pomiędzy stacjami Jinxiu Lu i Longyang Lu. Została otwarta 5 grudnia 2009.